# Гамасада
Гамаса́да (баск. Gamazada) — серия массовых протестов, прошедших с мая 1893 по март 1894 года в Наварре, связанных с несогласием местных жителей и властей с проводимой министром финансов Испании Германом Гамасо налоговой политики в регионе.
Гамасада стала первой массовой демонстрацией в истории Наварры.

## Предыстория
С XIII века на территории Королевства Наварра существовал особый режим самоуправления — фуэрос, позволявший баскским властям самостоятельно собирать и регулировать налоги в своих провинциях. В августе 1841 года, в результате переговоров между прогрессистами во главе с Бальдомеро Эспартеро и наваррскими либералами, был принят «Закон о компромиссе» (исп. Ley Paccionada), несколько ограничивающий фуэрос. Согласно ему Наварра становилась рядовой испанской провинцией, с сохранением некоторых прерогатив, одной из которых была собственная налоговая политика. Следующим шагом притеснения режима фуэрос стала его фактическая замена «Экономическим соглашением» в 1876 году. По этому соглашению, после включения Страны Басков в экономическое пространство Испании, за местными властями оставалось право самостоятельно собирать налоги, но отныне они были обязаны вносить в бюджет страны определённую квоту, значение которой устанавливалось один раз в пять лет. Несмотря на то, что большинство прав распоряжением налогов остались нетронутыми, баскское общество негативно восприняло замену фуэрос. 

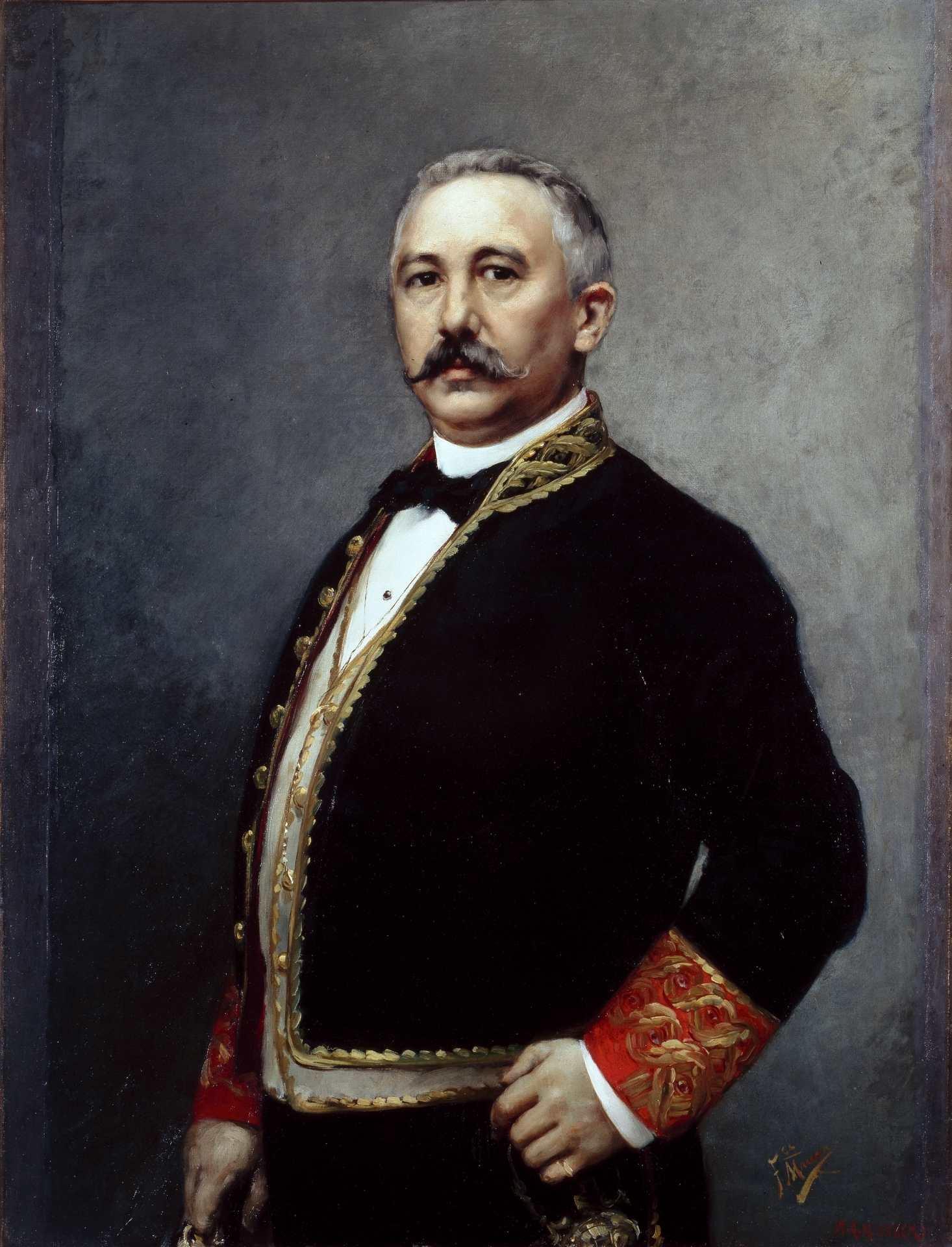
Герман Гамасо

 В мае 1893 года стало известно о намерении министра финансов Германа Гамасо увеличить размер взносов Наварры в бюджет страны до 2 000 000 песет, путём проведения реформы «Экономического соглашения» и установлением новых налогов. 17 статья законопроекта о новом бюджете гласила:
Правительство немедленно использует разрешение, предоставленное ему статьей 8.° закона от 11 июля 1877 года, для применения в провинции Наварра взносов, доходов и налогов, которые в настоящее время существуют, и тех, которые настоящим законом создаются в других провинциях королевства.

## Ход событий
16 мая 1893 года правительство Наварры выразило официальный протест против нововведений Гамасо и приняло решение об отправке делегации в Мадрид для встречи с Пракседесом Сагастой и Германом Гамасо. Эта поездка не принесла никаких результатов и делегация вернулась в Наварру. 
28 мая в нескольких городах Наварры были организованы протестные акции.
В ночь с 1 на 2 июня 1893 года, сержантом Хосе Лопесом Сабалеги, несущим службу в форте Исабель, в Пуэнте-ла-Рейна, была предпринята попытка вооружённого восстания, которая была немедленно пресечена гражданской гвардией. Правительство Наварры осудило его поступок и заверило мадридские власти в стремлении к мирному и законному урегулированию ситуации.
4 июня в Памплоне состоялась крупнейшая в истории города демонстрация, собравшая около 15 000 человек. За июнь 1893 года жители наварры в «Книге чести наваррцев» собрали около 120 000 подписей за сохранение режима фуэрос.
22 июля 1893 депутаты Конгресса Испании приняли проект годового бюджета, предложенный Гамасо, не обратив внимание на возражения отдельных депутатов и народа.

## Память
8 июня 1893 года газета «El Eco de Navarra» опубликовала письмо, пришедшее в редакцию, от неравнодушного гражданина по имени Фиакро Ираисос, с призывом увековечить события происходящие в Наварре, путём установки памятника. В феврале 1903 года, в Памплоне был открыт Монумент Фуэрос, воздвигнутый скульптором Рамоном Кармона, по проекту архитектора Мануэля Мартинеса де Убаго. Также, по другому предложению, в честь фуэрос были переименованы улицы, площади и парки в нескольких городах Наварры.

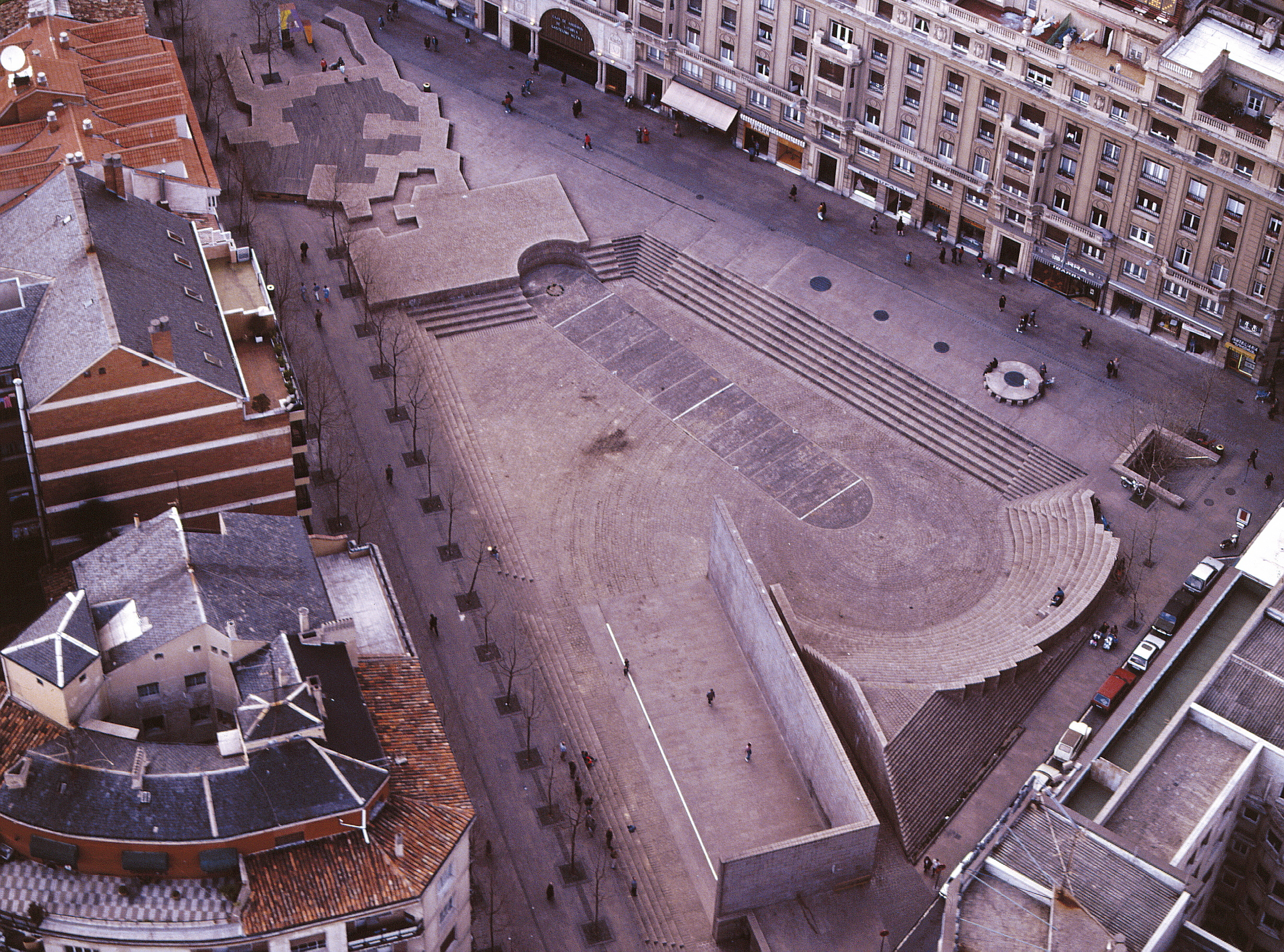
Площадь Фуэрос в Витории
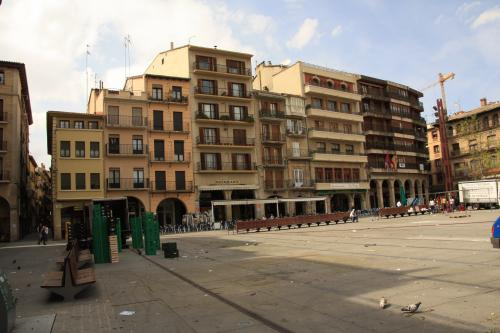
Площадь Фуэрос в Эстелье
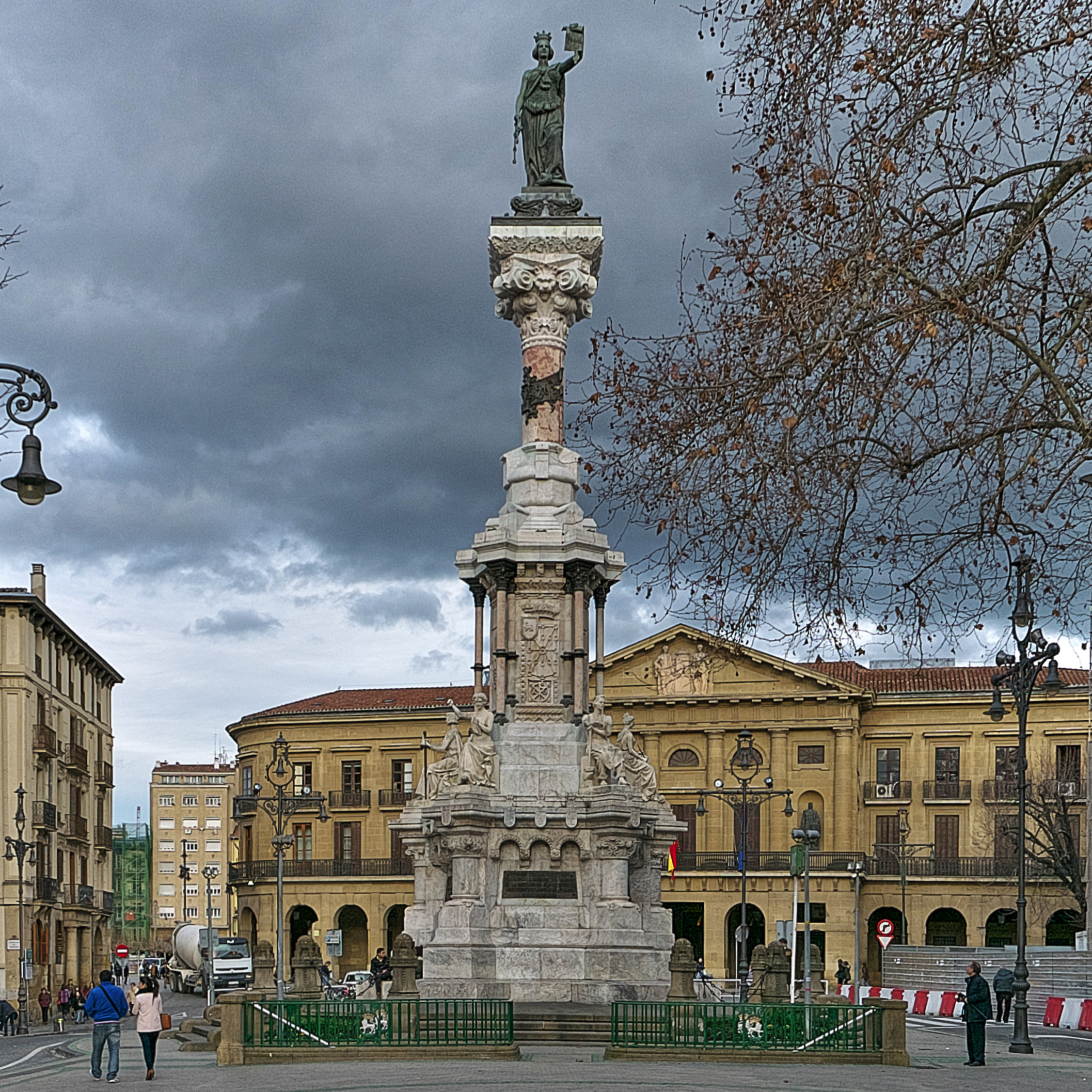
Монумент в честь Фуэрос в Памплоне